# 하남고등학교
하남고등학교(河南高等學校)는 대한민국 경기도 하남시 망월동에 있는 사립 고등학교이다.

## 학교 연혁
- 1963년 3월 20일 : 재단법인 가나안 기독학원 인가
- 1963년 3월 20일 : 송정윤 초대 이사장 취임
- 1970년 3월 18일 : 정윤학교 개교 및 제1회 입학식
- 1979년 7월 31일 : 학교법인 정윤학원 인가
- 1979년 11월 21일 : 정윤고등학교 인가(9학급)
- 1993년 3월 2일 : 교명 변경  "하남고등학교"
- 2007년 10월 10일 : 학칙변경 30학급 인가
- 2015년 7월 3일 : 제5대 이사장 박세원 취임
- 2023년 2월 10일 : 제48회 졸업식
- 2023년 3월 2일 : 제51회 입학식
- 2023년 9월 1일 : 조태봉 교장 취임

## 참고 자료
- 하남고등학교 - 한국교육학술정보원 학교알리미